# Siproeta
Siproeta é um gênero de borboletas neotropicais da família Nymphalidae e subfamília Nymphalinae, proposto por Jakob Hübner em 1823 e distribuídas dos Estados Unidos e México até a Argentina. São dotadas de asas com contornos serrilhados, cuja principal característica está na formação de pequenas caudas, ou prolongamentos triangulares, na metade inferior do par de asas posteriores. Suas três espécies possuem, principalmente, tonalidades em marrom, branco e vermelho-alaranjado; porém Siproeta stelenes mimetiza borboletas Philaethria, dotadas de grandes áreas verde-amareladas. As lagartas de Siproeta se alimentam principalmente de plantas da família Acanthaceae, pertencentes aos gêneros Blechum, Justicia e Ruellia, enquanto os indivíduos adultos podem sugar flores, frutos, carniça, excrementos e substâncias mineralizadas em margens de rios e poças. O gênero Siproeta já recebeu outras denominações: Papilio, Vanessa, Amphirene, Victorina, Metamorpha e Aphnaea.

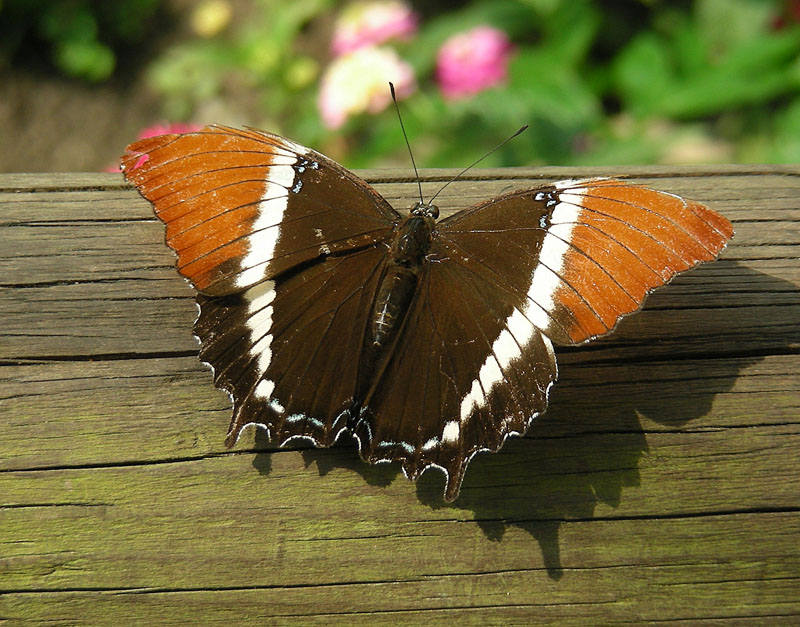
S. epaphus, em repouso.

## Espécies
- Siproeta epaphus (Latreille, [1813])[1] ( = Siproeta trayja).[6]
- Siproeta stelenes (Linnaeus, 1758)[1]
- Siproeta superba (Bates, 1864)[1]